# Phan Đình Thứ
Phan Đình Thứ (22 tháng 4 năm 1919 – 23 tháng 7 năm 2002), nguyên là một tướng lĩnh Bộ binh của Quân lực Việt Nam Cộng hòa, cấp bậc Chuẩn tướng. Ông xuất thân từ trường Võ bị Lục quân của Pháp và phục vụ trong Quân đội Viễn chinh Pháp cho đến năm 1950 mới hồi hương. Ông nguyên là Chỉ huy trưởng Liên trường Võ khoa Thủ Đức, nguyên Tư lệnh Binh chủng Lực lượng đặc biệt và nguyên Chỉ huy trưởng Binh chủng Biệt Động Quân. Ông cũng là một sĩ quan mang cấp bậc Đại tá lâu nhất (1956 – 1971).

## Tiểu sử và binh nghiệp
Ông sinh ngày 22 tháng 4 năm 1919 trong một gia đình quan lại tại Thừa Thiên, miền Trung Việt Nam và lớn lên tại Huế. Vì hoàn cảnh gia đình khó khăn, ông phải vừa đi làm, vừa tự học. Ông tốt nghiệp Trung học chương trình Pháp tại Huế với văn bằng Thành chung.

### Quân đội Pháp
Năm 1937, ông tình nguyện nhập ngũ vào Quân đội Viễn chinh Pháp thuộc Binh chủng Pháo binh tại Sài Gòn, mang số quân: 39/200.308. Năm 1940, ông được chuyển sang ngành Thông ngôn, phục vụ tại Hạt Charentes, Pháp.
Đầu năm 1943, khi đang là một Hạ sĩ quan Thông ngôn, ông được đơn vị cử theo học Trường Võ bị Lục quân Pháp tại Bắc Phi. Tháng 6 cùng năm, tốt nghiệp với cấp bậc Chuẩn úy. Sau đó, ông được cử đi học bổ túc ở Trường Chiến tranh Viễn đông của Anh tại Ấn Độ, mãn khóa ông được thăng cấp Thiếu úy và phục vụ cho Quân đội Viễn chinh Pháp tại chiến trường Tunisia, Algérie. Năm 1944, ông theo đơn vị trở về Đông Dương đóng quân ở Lào. Năm 1945, ông được thăng cấp Trung úy và được giao nhiệm vụ chỉ huy một toán Biệt kích Nhảy dù đa quốc gia, được lệnh nhảy dù xuống Cánh đồng Chum ở Lào để giải giới quân đội Phát xít Nhật.

### Quân độiLiên hiệp Pháp
Năm 1950, ông được thăng quân hàm Đại úy, hồi hương và phục vụ trong Quân đội Quốc gia Liên hiệp Pháp, được cử chỉ huy một Tiểu đoàn người Việt Nam đóng tại Quảng Trị. Cùng năm này, Quân đội Quốc gia Việt Nam được thành lập (tiền thân của Quân lực Việt Nam Cộng hòa sau này).

### Quân đội Quốc gia Việt Nam
Năm 1952, Quân đội Quốc gia Việt Nam thành lập Bộ Tổng Tham mưu, ông được chuyển sang phục cơ cấu ban ngành mới này. Năm 1954, ông được thăng cấp Thiếu tá và được cử đi học khóa Trung đoàn trưởng tại Trung tâm nghiên cứu Quân sự Hà Nội. Học cùng khóa với ông còn có Thiếu tá Nguyễn Văn Thiệu và Đại úy Nguyễn Chánh Thi.

### Quân lực Việt Nam Cộng hòa
Tháng 10 năm 1955, Quân đội Quốc gia Việt Nam được cải danh thành Quân lực Việt Nam Cộng hòa, ông được thăng cấp Trung tá và được bổ nhiệm chức vụ Tư lệnh Sư đoàn 16 Khinh chiến đóng tại Đông Hà, Quảng Trị. Ngày Quốc khánh 26 tháng 10 năm 1956, ông được thăng cấp Đại tá nhiệm chức thay thế Đại tá Lâm Văn Phát làm Tư lệnh Sư đoàn 13 Khinh chiến đồn trú tại Bến Kéo, Tây Ninh. Cuối năm 1957, ông nhận lệnh bàn giao Sư đoàn 13 Khinh chiến lại cho Đại tá Nguyễn Hữu Có. Tháng 06 năm 1959, ông được cử đi du học khóa Tham mưu cấp cao tại Trường Chỉ huy và Tham mưu Fort Leavenworth, Tiểu bang Kansas, Hoa Kỳ. Nhập học được hơn 03 tháng, ông vi phạm kỷ luật ở trường vì vụ việc ẩu đả với sĩ quan huấn luyện Hoa Kỳ, do bảng tên của ông là LAMSON viết dính liền với nhau, viên sĩ quan ấy đã tưởng ông đặt một cái tên Mỹ để thể hiện lấy le bèn nói khích và giọng điệu đầy coi thường như sau: "Ai chẳng biết mày là người Việt Nam? Mày lấy một cái tên Mỹ như này bộ không thấy xấu hổ hay sao?". Vì bị xúc phạm đến lòng tự tôn dân tộc, không kiềm chế được nên ông đã lao vào đấm viên sĩ quan huấn luyện người Mỹ kèm theo tiếng chửi thề: "Thằng nhóc, tao đã từng chiến đấu ở chiến trường châu Á, châu Phi, chứ không ru rú ở trong một cái xó xỉnh như mày, tên Việt Nam của tao ra sao thì tao viết y như vậy, chứ không cần đặt tên Tây, tên Mỹ gì hết".  Sau vụ việc đó thì ông bị triệu hồi về nước và được cử đi làm Sĩ quan Tùy viên Quân sự cạnh Sứ Việt Nam Cộng hòa tại Thủ đô Manila của Philippines.
Trung tuần tháng 11 năm 1960, rời tòa Đại sứ quán Việt Nam Cộng hoà tại Manila về nước, ông được cử thay thế Thiếu tá Phan Trọng Chinh giữ chức vụ Chỉ huy trưởng Binh chủng Biệt Động quân. Giữa tháng 05 năm 1962, ông nhận lệnh bàn giao Bộ chỉ huy Biệt Động quân lại cho Đại tá Tôn Thất Xứng. Vào thời điểm ông làm Chỉ huy trưởng của trường thì ông lại càng nổi tiếng về việc đánh Cố vấn trưởng người Mỹ. Trong một buổi duyệt binh hằng tuần vào mỗi sáng thứ 02 thường lệ, viên Đại tá Cố vấn Mỹ cùng với Đại tá Lam Sơn đã đi ngang qua toán hầu kỳ. Bất chợt, viên Đại tá Cố vấn dừng lại, đưa ngón tay út chọc sâu vào đầu nòng súng khẩu M1 Garand của một học viên sĩ quan để kiểm tra vũ khí, và ngón tay út của ông ta dính đầy dầu chùi súng. Cho rằng, người học viên sĩ quan này không lau chùi vũ khí theo đúng quy định, ông ta đã đưa ngón tay út dính dầu quẹt vào mặt của anh ta. Đứng bên cạnh, Lam Sơn không nhịn nổi, ông đã tát viên Đại tá Cố vấn Mỹ kèm theo lời cảnh cáo: "Tôi tặng ông cái tát này để ông nhớ đời, đừng có hành động mất dạy và coi thường cấp dưới giống vậy với bất kỳ người lính nào, nếu họ có lỗi thì ông có thể phạt họ theo quân kỷ nghe rõ chưa?". Cùng thời điểm ông được chỉ định vào chức vụ Chỉ huy trưởng Liên trường Võ khoa Thủ Đức thay thế Thiếu tướng Hồ Văn Tố vừa từ trần  Ông đã đưa ra sáng kiến ghi thêm 4 chữ "Cư An Tư Nguy" trên phù hiệu của trường. Trong thời gian đương nhiệm, ông đã tổ chức lễ mãn khóa cho 3 khóa Sĩ quan Trừ bị là khóa 12 Trần Hưng Đạo, khóa 13 Ấp Chiến Lược và khóa 14 Nhân Trí Dũng. Đầu tháng 08 năm 1963, Liên trường Võ khoa Thủ Đức trở lại tên gọi ban đầu là Trường Sĩ quan Trừ bị Thủ Đức.
Đầu tháng 11 năm 1963, ông được lệnh bàn giao chức vụ Chỉ huy trưởng Trường Sĩ quan Trừ bị Thủ Đức lại cho Thiếu tướng Trần Ngọc Tám. Trung tuần tháng 02 năm 1964, ông được cử làm Tư lệnh Binh chủng Lực lượng Đặc biệt thay thế Trung tướng Lê Văn Nghiêm đi làm Chỉ huy trưởng Trường Đại học Quân sự. Tháng 8 cùng năm, bàn giao chức vụ Tư lệnh Lực lượng Đặc biệt lại cho Đại tá Đoàn Văn Quảng (nguyên Chỉ huy trưởng Biệt Động quân Vùng 3 Chiến thuật). Sau đó ông được chuyển về Bộ Tổng Tham mưu nhận nhiệm vụ trong Tổng cục Chiến tranh Chính trị với chức vụ Tổng cục phó đặc trách về Thể dục & Thể thao, lần lượt phụ tá cho các vị Tổng cục trưởng: Trung tướng Mai Hữu Xuân (1964), Thiếu tướng Huỳnh Văn Cao (1965-1966), Trung tướng Nguyễn Bảo Trị (1966) và Trung tướng Trần Văn Trung (1966-1975). Tháng 09 năm 1969, ông được tái nhiệm chức vụ Tư lệnh Lực lượng Đặc biệt thay thế Thiếu tướng Đoàn Văn Quảng đi làm Tư lệnh phó Quân đoàn II đặc trách Biên phòng. Thời điểm này, ông đã sáng kiến xây dựng "Nghĩa Dũng đài" trước Trại Chương Dương của Bộ Tư lệnh Lực lượng Đặc biệt ở Nha Trang để tưởng niệm các anh hùng tử sĩ của Binh chủng Lực lượng Đặc biệt đã hy sinh vì Tổ Quốc.
Đầu năm 1970, ông bàn giao chức vụ Tư lệnh Lực lượng Đặc biệt lại cho Thiếu tướng Phạm Văn Phú. Ngay sau đó, thuyên chuyển về Sài Gòn ông được cử giữ chức vụ Phụ tá cho Trung tướng Nguyễn Văn Minh Tư lệnh Biệt khu Thủ đô. Tháng 06 cùng năm, thuyên chuyển đến Quân đoàn III giữ chức vụ Tư lệnh phó Lãnh thổ Quân khu 3 kiêm Chỉ huy trưởng Địa Phương quân & Nghĩa quân thuộc Quân khu trải qua 2 vị Tư lệnh Quân đoàn là Trung tướng Đỗ Cao Trí (08/1968-02/1971) và Trung tướng Nguyễn Văn Minh (02/1971-10/1973). Đầu năm 1971, ông được thăng cấp Chuẩn tướng nhiệm chức.. Đầu năm 1972, thuyên chuyển ra Quân khu 2, ông được bổ nhiệm chức vụ Tư lệnh phó Quân đoàn II đặc trách Biên phòng thay thế Thiếu tướng Đoàn Văn Quảng và trải qua 2 vị Tư lệnh Quân đoàn là Trung tướng Ngô Dzu (08/1970-05/1972) và Trung tướng Nguyễn Văn Toàn (05/1972-11/1974).
Vào một buổi tối tháng 09 năm 1972, tại Tổng hành dinh Quân đoàn II ở Pleiku, ông đã bắn chết viên Thượng sĩ quản gia tư dinh bằng khẩu Colt 45 vì bị viên Thượng sĩ phát hiện ông ngoại tình với vợ của anh ta ở trong phòng riêng. Ngay sau đó, Lam Sơn không bị bắt, nhưng được mời đến Quân cảnh Tư pháp để lấy lời khai rồi bị khép vào tội giết người. Để giữ danh dự cho Quân Lực Việt Nam Cộng hoà, trong biên bản của Quân cảnh Tư pháp, không có dòng nào để cập đến mối quan hệ ngoại tình bất chính giữa Lam Sơn và vợ của viên cố Thượng sĩ quản gia. Biên bản được viết là người quản gia vô kỷ luật, rượu chè be bét, do không làm chủ được bản thân, nên đã mang vũ khí và đột nhập vào phòng riêng của Lam Sơn nhằm ám sát ông nhưng bất thành, và buộc lòng Lam Sơn phải nổ súng để tự vệ một cách chính đáng. Đầu năm 1973, ông bị buộc phải giải ngũ trong nỗi ê chề và nhục nhã.

### Được tặng thưởng Huy chương
Trong cuộc đời binh nghiệp ông được thưởng nhiều huân, huy chương của Việt Nam Cộng hòa, Pháp, Mỹ và đặc biệt là Lào.
Huy chương Việt Nam Cộng hòa:
– Đệ tam đẳng Bảo quốc Huân chương (ân thưởng)
– Đệ tứ đẳng Bảo quốc Huân chương (ân thưởng)
– Lục quân Huân chương
– Biệt công Bội tinh
– Chiến thương Bội tinh
– Anh dũng Bội tinh với nhành Dương liễu
– Anh dũng Bội tinh với ngôi sao vàng
– Mười lần Tuyên dương công trạng trước quân đội.
Huy chương Pháp:
– Bắc đẩu Bội tinh (Legion D’Honneur)
– Chiến dịch Bội tinh (Croix De Gùerre)
– Huy chương bảo vệ nước Pháp (Medaille De La Résistance). Do Tổng thống Charles De Gaulle trao tặng những sĩ Quan đã bảo vệ nước Pháp trong trận Chiến tranh thế giới thứ hai 1943.
Huy chương Mỹ:
– Huy chương ngôi sao bạc (Silver Star). Do Đại tướng Westmoreland gắn tại Bộ Tư lệnh Lực lượng Đặc Biệt Nha Trang.
– Huy chương Lào:
– Huy chương Bạch tượng. Do Quốc Vương Lào gắn.

## Sau 1975
Sau ngày 30 tháng 04, ông ra trình diện Ban Quân quản Quân đội Nhân dân Việt Nam và Mặt trận Giải phóng Miền Nam Việt Nam của Chính quyền mới, bị đưa đi tù cũng như các tướng lĩnh Việt Nam Cộng hòa khác và bị đưa ra miền Bắc Việt Nam tập trung ở trại giam Nam Hà, Hà Nam Ninh. Khi đi cải tạo, vì bị mất liên lạc với gia đình, ông không được thăm nuôi, nên được gọi là tướng mồ côi.
Mười ba năm sau (1988) ông được trả tự do và được lên danh sách đi Mỹ theo chương trình H.O, nhưng ông từ chối vì một phần muốn ở lại quê hương, một phần không muốn xa 3 người con đã có gia đình không được đi theo chương trình H.O. Sau đó, với sự bảo trợ của Bộ Tư lệnh Nhảy dù Pháp, Chính phủ Pháp đã đồng ý cho cả gia đình của ông qua Pháp vào năm 1989.
Năm 1995, ông một mình trở về sống những chuỗi ngày còn lại ở quê hương Việt Nam và từ trần tại Thành phố Hồ Chí Minh vào ngày 23 tháng 07 năm 2002. Hưởng thọ 83 tuổi.

## Gia đình
Ông có 10 người con với nhiều người vợ gồm 07 trai, 03 gái.
- Phu nhân: Nguyễn Thị Diệu Chi (chính thất)
- Các con:
Phan Đình Lam Sơn[13] (Con người vợ đầu tiên trên đất Lào)
Phan Đình Hoa Lư[14] (con người vợ thứ hai trên đất Lào)
Phan Thị Kiều Anh, Phan Đình Mỹ Kim, Phan Đình Anh Kim, Phan Đình Thiên Kim, Phan Đình Bảo Kim, Phan Đình Quốc Kim, Phan Thị Hoa Kim, Phan Thị Liên Kim.